# Ca la Senyora Gran
Ca la Senyora Gran és un monument del municipi d'Alcover protegit com a bé cultural d'interès local.

## Descripció
Casa d'aspecte senyorial, amb moltes modificacions. La façana presenta una estructura irregular quant a la distribució. La porta d'accés està situada a la banda dreta de l'edifici. És d'arc de mig punt, de pedra tallada en dovelles de grans proporcions. Al primer pis hi ha diverses obertures, molt modificades en relació amb el seu aspecte primitiu. La part superior és ocupada per les golfes. El ràfec sobresortint és de fusta i de teula. El material bàsic de la construcció és la pedra (carreus i paredat), amb utilització del maó per a les modificacions. La coberta és de teula.

## Història
La construcció d'aquesta casa senyorial correspon al segle xvii, moment de resorgiment econòmic que es va produir a Alcover a conseqüència del retorn d'uns quants "indians" que havien fer fortuna a Amèrica. El propietari de la "Casa de la Senyora Gran", membre de la noble família dels Figuerola, va tornar amb la seva esposa, una nadiua, motiu pel qual el carrer on vivien va prendre el nom de carrer de l'Índia. La casa havia estat valorada en aquell moment en 700 lliures. L'escut que hi havia es va traslladar a Ca Batistó.